# Průhonský rybník
Průhonský rybník este o arie protejată (arie specială de conservare — SAC, sit de importanță comunitară — SCI) din Republica Cehă întinsă pe o suprafață de 1,24 ha, integral pe uscat.

## Localizare
Centrul sitului Průhonský rybník este situat la coordonatele 49°28′53″N 13°33′18″E / 49.481389°N 13.555°E.

## Înființare
Situl Průhonský rybník a fost declarat sit de importanță comunitară în aprilie 2005 pentru a proteja 1 specie de animale. Situl a fost protejat și ca arie specială de conservare în iunie 2018.

## Biodiversitate
Situată în ecoregiunea continentală, aria protejată nu include niciun habitat protejat.
La baza desemnării sitului se află o specie protejată de  nevertebrate: Vertigo angustior.